# NGC 3772
NGC 3772 (również PGC 36005 lub UGC 6598) – galaktyka spiralna z poprzeczką (SBa), znajdująca się w gwiazdozbiorze Lwa. Odkrył ją William Herschel 10 kwietnia 1785 roku. Jest to galaktyka z aktywnym jądrem typu LINER.